# Ray Wise
Raymond Herbert "Ray" Wise (Akron, Ohio, 20 de agosto de 1947) é um ator americano.

## Vida pessoal
A primeira esposa de Ray Wise era Julie Burr, porém o casal se divorciou.
Já com a sua segunda esposa, Kass McClaskey (casamento em 1978) ele teve dois filhos: um filho Gannon (1985) e uma filha Kane (1987). Sua família materna é da Romênia. Ele vive em Glendale, Califórnia.

## Carreira
Com três décadas fazendo filmes em seu currículo, Ray Wise começou profissionalmente no palco, atuando em peças no início da sua carreira, como muitos atores, durante todo o ensino médio. Em um grande teatro da faculdade, excursionou atuando em vários clássicos como Romeu e Julieta, Wise estava pronto para entrar no mundo profissional, depois de receber seu diploma em 1970. Tal como acontece com muitos outros atores aspirantes, Wise foi atraído para as luzes brilhantes da Broadway em Nova York, conseguiu um emprego na opera Love of Life depois de estar na cidade por apenas duas semanas.
Ray Wise trabalhou durante os seis anos que Love of Life, ficou em cartaz antes de ser cancelada em 1976, então era chegada a hora de expandir para papéis coadjuvantes em filmes, em 1982, como A Marca da Pantera (Cat People) e O Monstro do Pântano (Swamp Thing) onde ele interpretou o personagem do Dr. Alec Holland, dirigido por Wes Craven, o mestre dos filmes de terror, e foi baseado na série de quadrinhos de mesmo título. O Dr. Holland criou o Monstro (que foi interpretado por Dick Durock).
Ao longo da Década de 80, Wise apareceu em algumas das séries mais populares na televisão, incluindo Dallas e A Gata e o Rato (Moonlighting).
Enquanto seu papel como "Leon Nash" no filme de ficção científica, Robocop - O Policial do Futuro (RoboCop) foi oferecido ao ator pelo diretor Paul Verhoeven, foi uma chance de realmente explorar o seu vilão interior, era um papel ameaçador que iria impulsionar a carreira de Wise na Década de 90.
Em 2003, desempenhou o papel de "Frank Harrington" um pai de família, no premiado filme de terror, Rota da Morte (Dead End), também teve outros papéis em produções de ficção científica como Star Trek: The Next Generation no episódio "Who Watches the Watchers".  Ele também atuou como "Arturis" na série de TV Star Trek: Voyager, no episódio "Hope and Fear".
É mais conhecido internacionalmente por seu papel como "Leland Palmer", o pai de Laura Palmer na famosa surreal série de televisão Twin Peaks do diretor David Lynch nos anos de (1990-1991). Wise cativou os telespectadores com seu desempenho emocionalmente carregado - Palmer era um personagem desafiador, e poucos atores poderiam ter lhe dado à vida tão eficazmente como Wise.
Em 2005, Wise interpretou "Don Hollenbeck" no filme indicado ao Oscar, Boa Noite e Boa Sorte (Good Night, and Good Luck.) do diretor George Clooney um drama ambientado em 1950, e no ano seguinte, em 2006 teve um papel recorrente como o Vice-Presidente Hal Gardner na série de sucesso 24 Horas.
Em 2010 ele estrelou na série Como Eu Conheci Sua Mãe (How I Met Your Mother) como o pai de Robin Scherbatsky.
também em Poder Além da Vida (Peaceful Warrior), subsequente performances nos filmes Bob Roberts onde demonstrou um talento para a comédia já em Energia Pura (Powder) como um policial, é no papel de um agricultor que combate um monstro em Olhos Famintos 2 (Jeepers Creepers II).
Tem créditos numerosos da na televisão em Savannah (1996-1997), CSI, Bones, The West Wing, Law & Order: SVU, Sobrenatural e na série Reaper (no qual ele interpretou o próprio Diabo) bem como em Barrados no Baile (Beverly Hills 90210).
Ray Wise tem uma carreira longa e variada, sempre oscilando entre trabalhos no Cinema e na Televisão.

## Filmografia Parcial
- 2016 - Deus não está morto 2 (God's not dead 2)
- 2011 - X-Men - Primeira Classe (X-Men: First Class)
- 2011 - Vila do Medo (Rosewood Lane)
- 2008 - Uma Chamada Perdida (One Missed Call)
- 2007 - Os Reis do Boliche (7-10 Split)
- 2007 - Justiça a Qualquer Preço (The Flock)
- 2007 - A Morte do Superman (Superman: Doomsday)
- 2006 - Poder Além da Vida (Peaceful Warrior)
- 2005 - Os Criminosos (Sharkskin 6 / Crime Guys)
- 2005 - Jogo da Violência (The Rain Makers)
- 2005 - Boa Noite e Boa Sorte (Good Night, and Good Luck.)
- 2003 - Olhos Famintos 2 (Jeepers Creepers II)
- 2003 - Rota da Morte (Dead End)
- 2003 - O Nerd Vai à Guerra (The Battle of Shaker Heights)
- 2001 - Esse Jogo é Para Dois (Two Can Play That Game)
- 2001 - Fuga em Alta Velocidade (Windfall)
- 1995 - Energia Pura (Powder)
- 1993 - Sol Nascente (Rising Sun)
- 1992 - Twin Peaks Os Últimos Dias De Laura Palmer (Twin Peaks: Fire Walk with Me)
- 1992 - Bob Roberts
- 1988 - O Sequestro do Voo 847 - A História de Uli Derickson (The Taking of Flight 847: The Uli Derickson Story)
- 1987 - Robocop - O Policial do Futuro (RoboCop)
- 1985 - Viagem Clandestina (The Journey of Natty Gann)
- 1982 - O Monstro do Pântano (Swamp Thing)
- 1982 - A Marca da Pantera (Cat People)

## Séries de TV
- 1985-THE A-TEAM- COMO  Phillip Chadway
- 2015 - Fresh Off the Boat, Marvin
- 2011 - Chuck, como Riley
- 2007-2008 - Reaper como o próprio diabo (Jerry Belvedere)
- 2006 - 24 Horas, Vice Presidente Hal Gardner
- 1998 - Barrados no Baile, como Daniel Hunter
- 1998 - Jornada nas Estrelas: Voyager, como Arturis
- 1993 - 1994 - Second Chances, como Judge Jim Stinson
- 1992 - Swamp Thing, como Guthrie
- 1990 - 1991 - Twin Peaks, como Leland Palmer
- 1989 - Jornada nas Estrelas: A Nova Geração, como Liko
- 1988 - L.A. Law, como Walter Platt
- 1982 - Dallas, como Blair Sullivan